# Anneville-sur-Scie
Pour les articles homonymes, voir Anneville.
Anneville-sur-Scie est une commune française située dans le département de la Seine-Maritime en région Normandie.

## Géographie

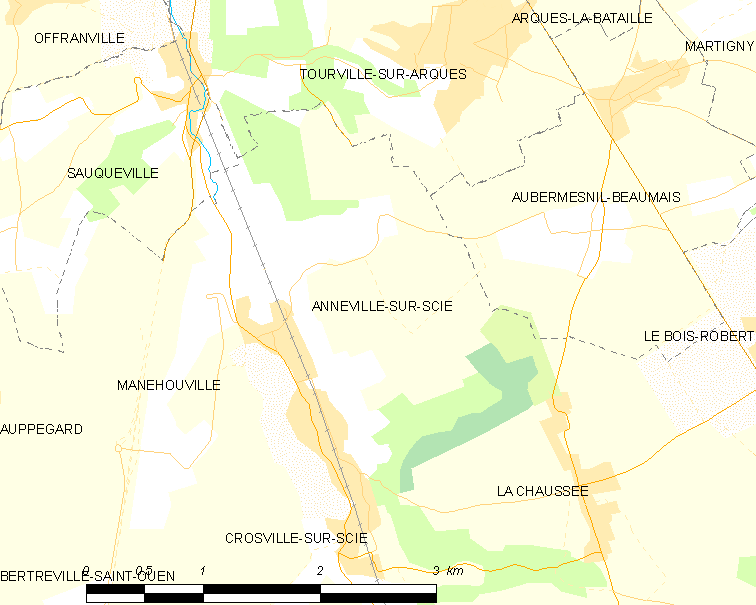
Carte de la commune.

La commune est située sur la rive gauche de la Scie, dans le pays de Caux.
Anneville est située à 5 km de Longueville-sur-Scie, à 7 km d'Offranville, à 10 km de Bacqueville-en-Caux et à 13 km de Dieppe.
Ayant perdu sa gare, elle est maintenant desservie par la gare de Longueville-sur-Scie et la gare de Saint-Aubin-sur-Scie situées à 5 km.

### Hydrographie
La commune est située dans le bassin Seine-Normandie. Elle est drainée par la Scie et un bras de la Scie,.
La Scie, d'une longueur de 38 km, prend sa source dans la commune d'Étaimpuis et se jette  dans la Manche à Hautot-sur-Mer, après avoir traversé 20 communes. 

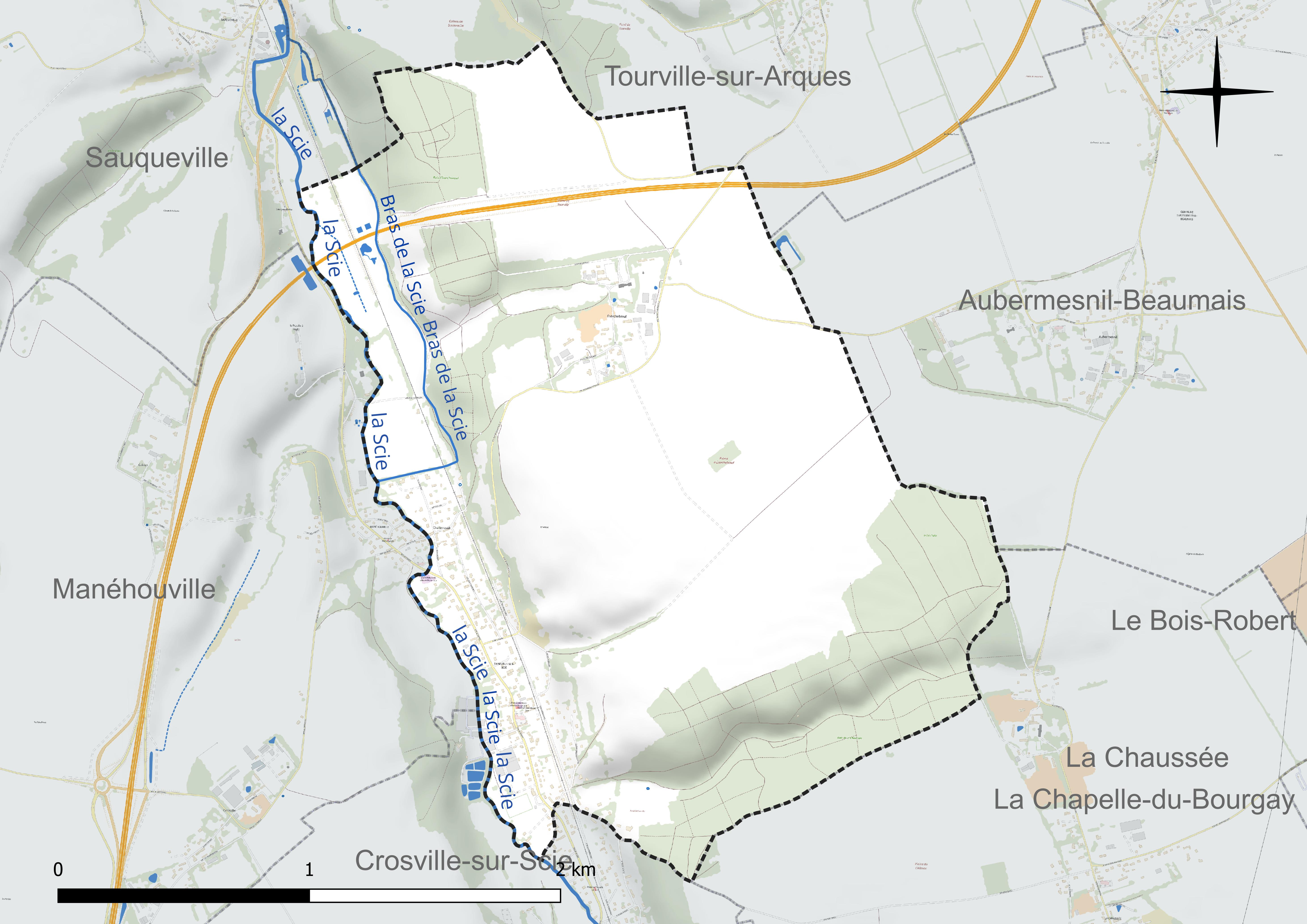
Réseau hydrographique d'Anneville-sur-Scie.

### Climat
Pour des articles plus généraux, voir Climat de la Normandie et Climat de la Seine-Maritime.
En 2010, le climat de la commune est de type climat océanique franc, selon une étude du CNRS s'appuyant sur une série de données couvrant la période 1971-2000. En 2020, Météo-France publie une typologie des climats de la France métropolitaine dans laquelle la commune est exposée à un climat océanique et est dans la région climatique Côtes de la Manche orientale, caractérisée par un faible ensoleillement (1 550 h/an) ; forte humidité de l’air (plus de 20 h/jour avec humidité relative > 80 % en hiver), vents forts fréquents. Parallèlement le GIEC normand, un groupe régional d’experts sur le climat, différencie quant à lui, dans une étude de 2020, trois grands types de climats pour la région Normandie, nuancés à une échelle plus fine par les facteurs géographiques locaux. La commune est, selon ce zonage, exposée à un « climat maritime », correspondant au Pays de Caux, frais, humide et pluvieux, légèrement plus frais que dans le Cotentin.
Pour la période 1971-2000, la température annuelle moyenne est de 10,6 °C, avec une amplitude thermique annuelle de 13,2 °C. Le cumul annuel moyen de précipitations est de 873 mm, avec 12,7 jours de précipitations en janvier et 8,6 jours en juillet. Pour la période 1991-2020, la température moyenne annuelle observée sur la station météorologique la plus proche, située sur la commune de Dieppe à 10 km à vol d'oiseau, est de 11,3 °C et le cumul annuel moyen de précipitations est de 805,2 mm,. Pour l'avenir, les paramètres climatiques de la commune estimés pour 2050 selon différents scénarios d’émission de gaz à effet de serre sont consultables sur un site dédié publié par Météo-France en novembre 2022.

## Urbanisme

### Typologie
Au 1er janvier 2024, Anneville-sur-Scie est catégorisée commune rurale à habitat dispersé, selon la nouvelle grille communale de densité à sept niveaux définie par l'Insee en 2022.
Elle appartient à l'unité urbaine de Longueville-sur-Scie, une agglomération intra-départementale regroupant sept  communes, dont elle est une commune de la banlieue,,. Par ailleurs la commune fait partie de l'aire d'attraction de Dieppe, dont elle est une commune de la couronne,. Cette aire, qui regroupe 62 communes, est catégorisée dans les aires de 50 000 à moins de 200 000 habitants,.

### Occupation des sols
L'occupation des sols de la commune, telle qu'elle ressort de la base de données européenne d’occupation biophysique des sols Corine Land Cover (CLC), est marquée par l'importance des territoires agricoles (69,4 % en 2018), une proportion sensiblement équivalente à celle de 1990 (69,6 %). La répartition détaillée en 2018 est la suivante : 
terres arables (43,9 %), prairies (24,5 %), forêts (23,8 %), zones urbanisées (6,8 %), zones agricoles hétérogènes (1 %). L'évolution de l’occupation des sols de la commune et de ses infrastructures peut être observée sur les différentes représentations cartographiques du territoire : la carte de Cassini (XVIIIe siècle), la carte d'état-major (1820-1866) et les cartes ou photos aériennes de l'IGN pour la période actuelle (1950 à aujourd'hui).

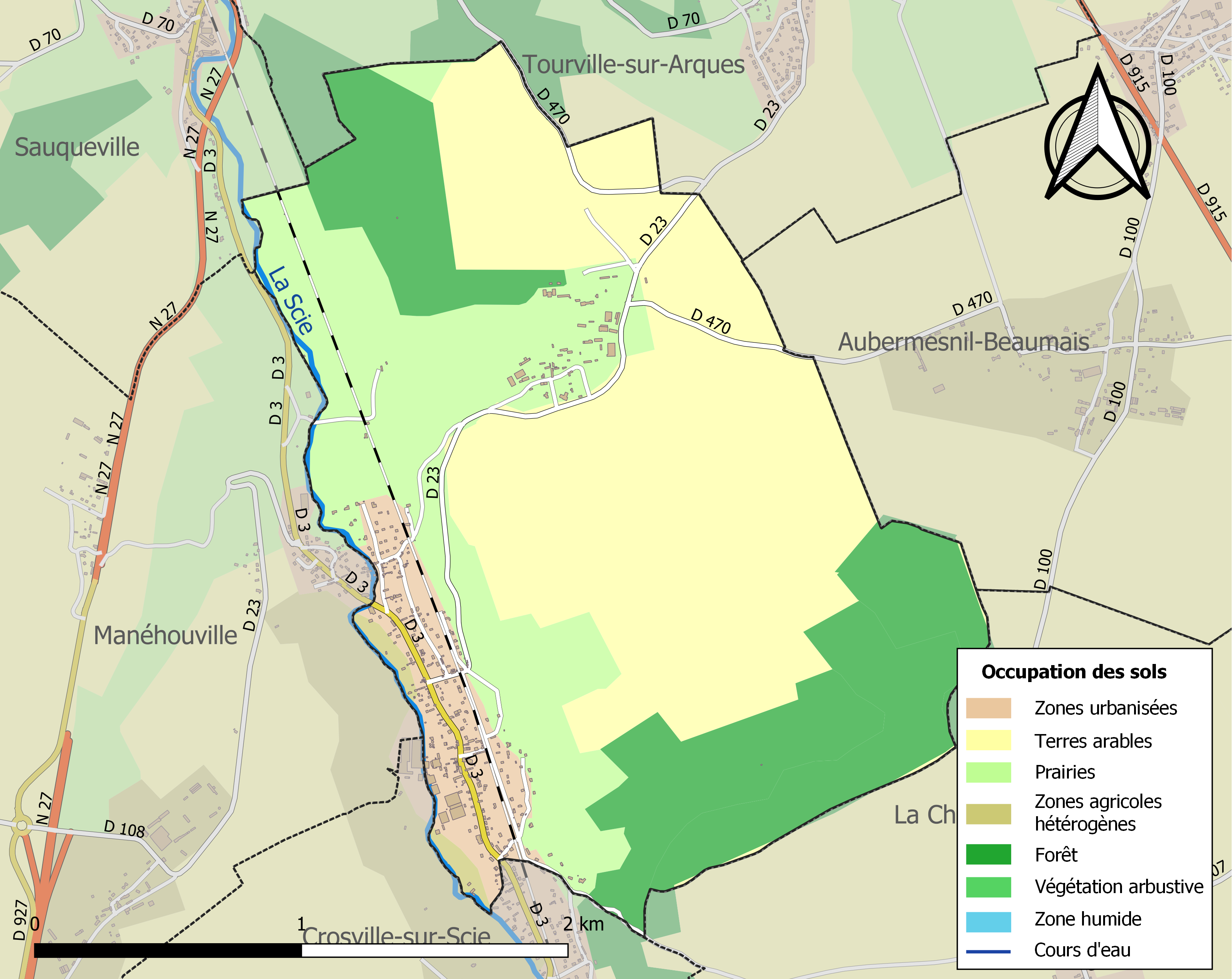
Carte des infrastructures et de l'occupation des sols de la commune en 2018 (CLC).

## Toponymie
Le nom de la localité est attesté sous la forme Anslevillam en 1189 (Rec. Henri II, I, 101, II, 332, 424).
L'hydronyme « Scie », fleuve côtier de Normandie qui se jette dans la Manche, a été ajouté en 1962.

## Politique et administration
| Période                                  | Période                    | Identité            | Étiquette | Qualité                 |
| ---------------------------------------- | -------------------------- | ------------------- | --------- | ----------------------- |
| 1855                                     | 1881                       | Jules Reiset        |           |                         |
| Les données manquantes sont à compléter. |                            |                     |           |                         |
| juin 1995                                | mars 2001                  | Maurice Diez        | PS        |                         |
| mars 2001                                | mai 2020                   | Jacques Ribet       |           | Retraité                |
| mai 2020,                                | En cours (au 11 août 2020) | Sébastien Brunneval |           | Fonctionnaire de police |

## Démographie
L'évolution du nombre d'habitants est connue à travers les recensements de la population effectués dans la commune depuis 1793. Pour les communes de moins de 10 000 habitants, une enquête de recensement portant sur toute la population est réalisée tous les cinq ans, les populations de référence des années intermédiaires étant quant à elles estimées par interpolation ou extrapolation. Pour la commune, le premier recensement exhaustif entrant dans le cadre du nouveau dispositif a été réalisé en 2008.

En 2022, la commune comptait 411 habitants, en évolution de −6,38 % par rapport à 2016 (Seine-Maritime : +0,35 %, France hors Mayotte : +2,11 %).
| 1793 | 1800 | 1806 | 1821 | 1831 | 1836 | 1841 | 1846 | 1851 |
| ---- | ---- | ---- | ---- | ---- | ---- | ---- | ---- | ---- |
| 360  | 403  | 418  | 404  | 412  | 418  | 397  | 417  | 407  |

| 1856 | 1861 | 1866 | 1872 | 1876 | 1881 | 1886 | 1891 | 1896 |
| ---- | ---- | ---- | ---- | ---- | ---- | ---- | ---- | ---- |
| 427  | 418  | 377  | 387  | 352  | 333  | 325  | 328  | 300  |

| 1901 | 1906 | 1911 | 1921 | 1926 | 1931 | 1936 | 1946 | 1954 |
| ---- | ---- | ---- | ---- | ---- | ---- | ---- | ---- | ---- |
| 286  | 293  | 301  | 304  | 280  | 272  | 280  | 302  | 332  |

| 1962 | 1968 | 1975 | 1982 | 1990 | 1999 | 2006 | 2008 | 2013 |
| ---- | ---- | ---- | ---- | ---- | ---- | ---- | ---- | ---- |
| 355  | 365  | 358  | 386  | 433  | 408  | 441  | 448  | 443  |

| 2018 | 2022 | - | - | - | - | - | - | - |
| ---- | ---- | - | - | - | - | - | - | - |
| 425  | 411  | - | - | - | - | - | - | - |

## Économie
- Cidrerie du duché de Longueville.

## Culture locale et patrimoine

### Lieux et monuments

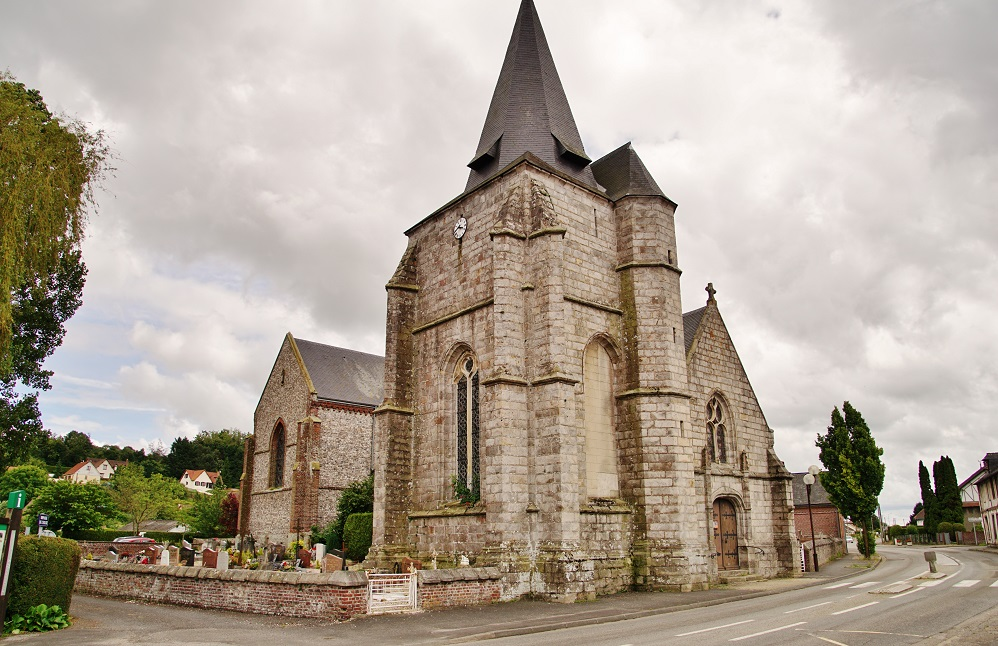
L'église Saint-Valery.

- La source de Saint-Ribert et la baignerie.
- Église Saint-Valery

### Cartes postales anciennes

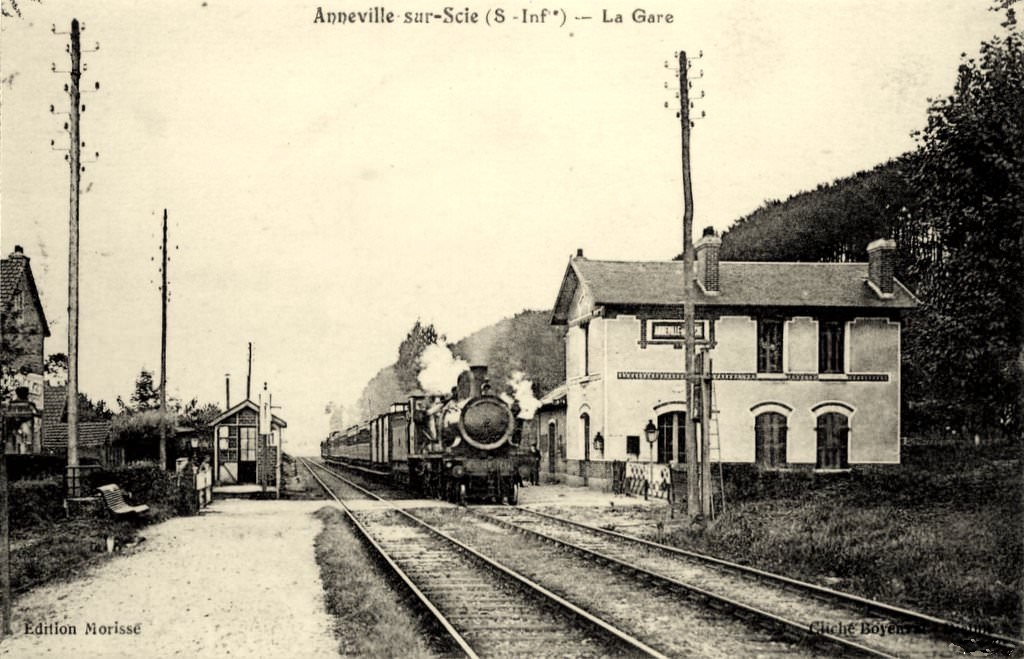
La gare.
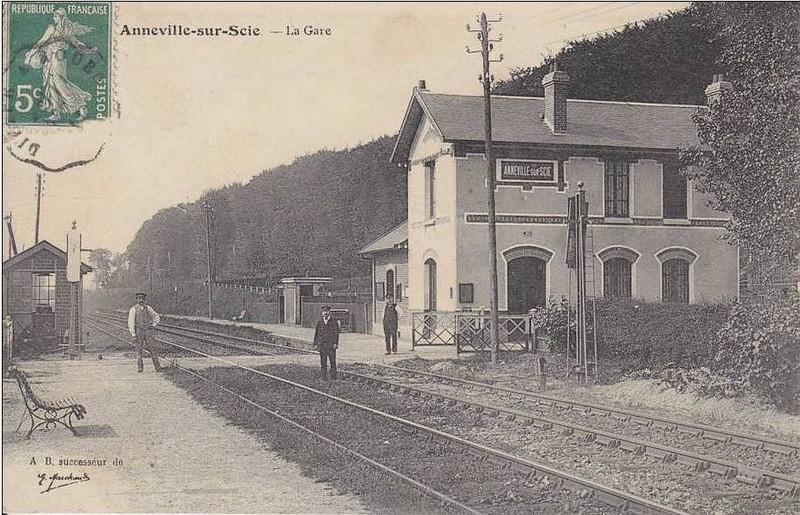
La gare.
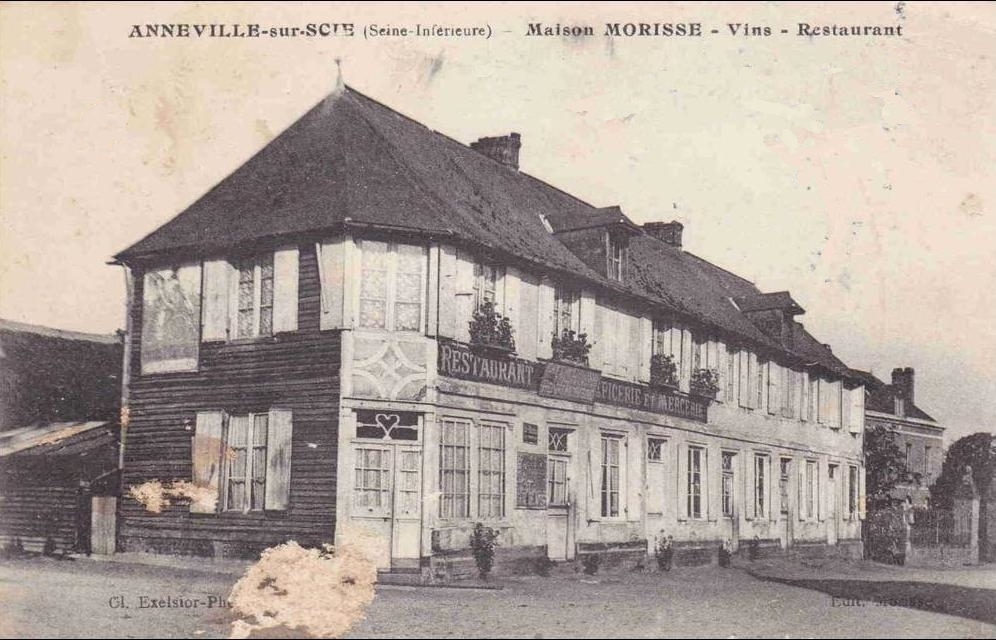
La maison Morisse.
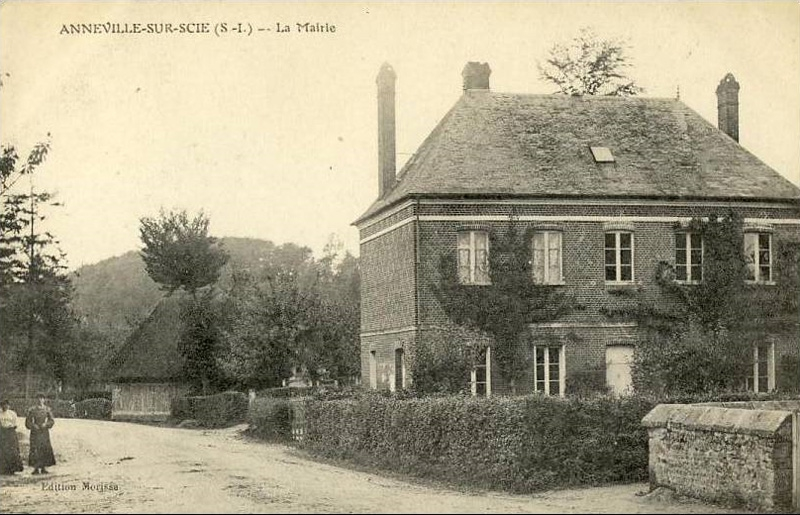
La mairie.

### Personnalités liées à la commune
- Jules Reiset

### Héraldique
| Armes de Anneville-sur-Scie | Les armes de la commune de Anneville-sur-Scie se blasonnent ainsi : De gueules fretté d'or ; à l'écusson d'argent en abîme chargé de trois trèfles de sinople. Création Jean-François Binon (mai 2009). |